# Julio Rotemberg
Julio Jacobo Rotemberg (Buenos Aires, 26 de septiembre de 1953-Newton, 2 de abril de 2017) fue un economista argentino-estadounidense.

## Biografía
Obtuvo su licenciatura en economía (1975) de la Universidad de California en Berkeley, y un doctorado en economía (1981) de la Universidad de Princeton.
Se desempeñó como profesor de la Escuela de negocios Harvard. Era conocido por su colaboración con Michael Woodford en el primer modelo DSGE neokeynesiano, especialmente en materia de competencia monopolística. También era conocido por un modelo alternativo de precios rígidos.

## Obra seleccionada
- "Sticky Prices in the United States". Journal of Political Economy University of Chicago Press. Diciembre de 1982.
- "The New Keynesian Microfoundations" . NBER Macroeconomics Annual 1987, Volumen 2.
- "Human Relations in the Workplace". Revista de Economía Política. Agosto de 1994.
- Rotemberg y Garth Saloner. "A Supergame-Theoretic Model of Price Wars during Booms" . American Economic Review. Junio de 1986.